# Ben H. Winters
Pour les articles homonymes, voir Winters.
Œuvres principales
- Série J-77

Ben H. Winters, né le 14 juin 1976 à Potomac, dans le Maryland, aux États-Unis, est un romancier, poète et dramaturge américain, auteur de roman policier, de science-fiction et de littérature d'enfance et de jeunesse.

## Biographie
Ben H. Winters grandit dans une banlieue cossue du Maryland.
Il fait ses études supérieures à l'université Washington de Saint-Louis, où il est très actif dans le regroupement théâtral de l'institution.
En 2012, il publie Dernier meurtre avant la fin du monde (The Last Policeman) pour lequel il est lauréat du prix Edgar-Allan-Poe 2013 du meilleur livre de poche original. C'est le premier volume d'une trilogie consacrée à Hank Palace, un détective de la police de Concord dans le New Hampshire, ville sous la menace d'une collision imminente avec un astéroïde.
En 2013, il fait paraître le deuxième volume de cette série, J-77 (Countdown City) avec lequel il remporte le prix Philip-K.-Dick 2014.
Il est également le librettiste de Slut (2005), une comédie musicale présentée Off-Broadway.

## Œuvre

### SérieDernier meurtre avant la fin du monde
1. Dernier meurtre avant la fin du monde (en), Super 8, 2015 ((en) The Last Policeman, 2012), trad. Valérie Le Plouhinec  (ISBN 978-2-37056-016-2)
2. J-77 (en), Super 8, 2016 ((en) Countdown City, 2013), trad. Valérie Le Plouhinec  (ISBN 978-2-37056-039-1)
3. Impact (en), Super 8, 2015 ((en) World of Trouble, 2014), trad. Valérie Le Plouhinec  (ISBN 978-2-37056-027-8)

### Romans indépendants
- (en) Sense and Sensibility and Sea Monsters, 2009
- (en) Android Karenina (en), 2010
- Parasites, Sonatine, 2021 ((en) Bedbugs, 2011), trad. Pierre Szczeciner  (ISBN 978-2-35584-836-0)
- Underground Airlines, ActuSF, 2018 ((en) Underground Airlines, 2016), trad. Éric Holstein  (ISBN 978-2-36629-931-1)Prix Sidewise 2016, prix Bob Morane 2019 et grand prix de l'Imaginaire 2019
- Golden State, ActuSF, 2021 ((en) Golden State, 2019), trad. Éric Holstein  (ISBN 978-2-37686-282-6)
- (en) The Quiet Boy, 2021
- (en) The Bonus Room, 2023
- (en) Big Time, 2024

### Romans de littérature d'enfance et de jeunesse
- (en) The Secret Life of Ms. Finkleman, 2009
- (en) The Mystery of the Missing Everything, 2011

### Recueils de nouvelles et de poèmes
- (en) Literally Disturbed: Tales to Keep You Up at Night, 2013
- (en) New Tales to Keep You Up at Night, 2014
- (en) Romantically Disturbed: Love Poems to Rip Your Heart Out, 2015

### Nouvelles
- (en) The Reenactment, 2010
- Le Garçon du goûteur, 2018 ((en) The Food Taster's Boy, 2013)Publiée dans l'anthologie Utopiales 2018 aux éditions ActuSF
- (en) Bring Her to Me, 2014
- (en) The Old Slow Man and His Gold Gun from Space, 2014
- (en) Bring Them Down, 2014
- (en) Five List, 2014
- (en) Heaven Come Down, 2015

### Théâtre
Comédie
- (en) The Jewish Comedy Thesaurus, 2007

Comédies musicales pour adultes
- (en) Slut, 2005
- (en) Breaking Up Is Hard To Do, 2014, comédie musicale juke-box

Comédies musicales pour jeune public
- (en) A (Tooth) Fairy Tale, 2008
- (en) The Midnight Ride of Paul Revere, 2010
- (en) Uncle Pirate, 2011

## Prix et distinctions
Prix
- Prix Edgar-Allan-Poe 2013 du meilleur livre de poche original pour Dernier meurtre avant la fin du monde[1]
- Prix Philip-K.-Dick 2014 du meilleur roman pour J-77[2]

Nominations
- Prix Macavity 2013 du meilleur roman pour Dernier meurtre avant la fin du monde[3]
- Prix Anthony 2015 du meilleur livre de poche original pour Impact[4]
- Prix Edgar-Allan-Poe 2015 du meilleur livre de poche original pour Impact[1]